# Ausonios
Los ausonios o ausones eran los habitantes de Ausonia, que, según los antiguos, había sido uno de los primeros nombres de Italia. Habían recibo su nombre por el epónimo Ausón.
La tradición antigua se refiere ya a una vasta porción de Italia. Según Píndaro, Estrabón, Aristóteles, Antíoco de Siracusa y Helánico los ausonios (o ausones) habrían emigrado a Sicilia bajo el mando de Sícelo empujados por los yapigios, a la zona de Campania, donde efectivamente se localizaba al pueblo de los ausones.

Según Polibio, que se ajusta a la realidad histórica:

No es de extrañar que Líparo "sintiera nostalgia" de Italia y pretendiera un sitio como Sorrento, al sur de Campania.

Diodoro Sículo en su Biblioteca histórica, nos cuenta:
«Se dice que antiguamente las islas de Eolo estaban deshabitadas, pero que después de Líparo (el hijo del rey Ausón), derribado por sus hermanos que se rebelaron contra él pero teniendo a su disposición naves de guerra y soldados, huyó de Italia rumbo a Lípara que por él recibió este nombre. allí fundó la ciudad que lleva su nombre y cultivó las otras islas mencionadas. Líparo ya era viejo cuando Eolo, el hijo de Hipotes, con algunos compañeros arribó a Lípara, y se casó con Cíane, la hija de Líparo. Eolo hizo que sus hombres y los indígenas compartieran el gobierno y se convirtió en rey de la isla. A Líparo, que sentía nostalgia de Italia, le ayudó a apoderarse de Sirrento. Líparo reinó allí y, tras granjearse una gran estima, llegó al fin de su vida...Eolo es el personaje al que visitó Odiseo en el curso de su peregrinaje...Dicen que enseño a los navegantes el uso de las velas y que gracias a su larga observación de los presagios del fuego (del volcán), predecía con acierto los vientos locales, por lo que el mito lo dio a conocer como el "guardián de los vientos"...Los hijos que le nacieron a Eolo, en número de seis, fueron...Yocasto..., y Astíoco que tuvo el poder en Lípara».
- Yocasto, igual que sus hermanos fue una figura mítica rey de Regio.[6] Los calcideos fundadores de Regio se habrían establecido junto a la tumba de este héroe y se llamaba a Regio "ciudad de Yocasto".[7] Por otra parte la conexión entre los ausones y Regio procede una versión también recogida por Diodoro, según la cual el oráculo de Delfos ordenó a los calcideos que fundaran la colonia en tierra ausonia:[8]

Los calcideos... fueron a preguntar al dios Apolo respecto al envío de una colonia, y la contestación fue ésta: "Donde el Apsias, el más sagrado de los ríos en el mar desemboca, donde el que desembarca ve que las hembras se une al macho, allí funda una ciudad, y el dios te concederá la tierra ausona."...Y ellos al encontrar junto al río Apsias una vid que se entrelazaba a un cabrahigo, fundaron una ciudad.

.
Plinio el Viejo, habla de un conjunto de pueblos que sería el poblamiento legendario del Lacio. Menciona por duplicado a un pueblo, los auruncos, idénticos a los ausonios, siendo el primero el término itálico y el segundo el griego, que habitaban en la región comprendida entre Campania y el Lacio, pero también son incluidos en las tradiciones sobre la más lejana prehistoria itálica y latina. Los auruncos aparecen en la Eneida vinculados a los sicanos/sículos, pero también muy ligados a los rútulos.
En el curso del siglo XIII a. C. se establecieron en las islas eolias, procedentes de las costas de la región de Campania, pueblos ausonios con los cuales se relaciona la leyenda del rey Liparo de la que tomó su nombre la ciudad de Lipari.
Los ópicos que, dicen también las fuentes, habitaban en las costas de la Tirrenia, llevaban aún su antiguo sobrenombre de ausonios.